# Megaselia biseta
Megaselia biseta är en tvåvingeart som beskrevs av Rudolf Beyer 1960. Megaselia biseta ingår i släktet Megaselia och familjen puckelflugor. Inga underarter finns listade i Catalogue of Life.